# Triple retrato de Arrigo, Pietro el loco y el enano Amon
Triple retrato (Arrigo el peludo, Pietro el loco y el enano Amon) es un óleo sobre lienzo de 101 x 133 cm de Agostino Carracci ejecutado entre 1598 y 1600 en Roma, conservado en el Museo Nacional de Capodimonte de Nápoles.

## Historia y descripción
La obra fue realizada cuando el pintor trabajaba como ayudante de su hermano Annibale en los frescos de la Galería del Palacio Farnesio al servicio del cardenal Eduardo.
El tema, antes interpretado en clave mitológica y luego como alegoría naturalista, se explica ahora como un verdadero retrato de personajes pertenecientes al séquito de Eduardo Farnesio.
Aparecen tres personas inusuales a la sombra de un roble: un hombre joven recostado en el suelo vestido solo con una sencilla piel de animal y cuya hipertricosis se evidencia por el rostro completamente cubierto de pelo, a su derecha un enano acondroplásico apoyándose en un perro y con un loro, puesto en su brazo, que está picoteando el puñado de cerezas en la mano del hombre peludo, que mira divertido y señala la acción a un hombre más anciano, el bufón Pietro el loco, que le susurra algo detrás del hombro izquierdo, mientras un mono sobre el hombro derecho del joven acerca una mano para coger también alguna fruta y otro mono juega con un perrito sobre las piernas del joven.
Gracias a los estudios de Roberto Zapperi fue posible descubrir la identidad de los retratados, tres hombres que vivían en la corte de la familia Farnesio ejerciendo el papel de "curiosidad": Amon el enano, el bufón Pietro el loco y Arrigo el peludo. En las cortes renacentistas y barrocas fue habitual la colección de animales exóticos y seres humanos que despertaban el interés de los cortesanos por sus deformidades o particularidades físicas. Especialmente Arrigo, el joven "peludo" era un personaje conocido no sólo en Roma sino en toda Europa, dado que pertenecía a una familia en la cual varios miembros sufrían hipertricosis, siendo "comprados" por familias nobles como ayudas de cámara (valet).
Arrigo pertenecía a una familia de origen guanche de las Canarias, islas entonces a menudo víctimas de las incursiones de piratas franceses. Su padre Pedro Gonzales llegó así a la corte de Enrique II de Francia y allí educado como un perfecto caballero cortesano. Le fue dada como esposa una joven francesa y sus hijos vendidos luego a otras familias nobles al haber heredado la mayoría la hipertricosis paterna (su hija Antonietta Gonzales fue retratada por Lavinia Fontana en 1594), después del fin de los Valois los Gonzales fueron adquiridos por los Farnesio.
Esta obra, de composición muy estudiada, tuvo un trabajo previo de preparación muy minucioso. Lo atestiguan los numerosos dibujos conservados que también sirvieron para "suavizar" el aspecto de los tres hombres. El lienzo es un ejemplo de pintura de género, particularmente en boga entre los compradores y coleccionistas de la época que amaban estas extravagancias. El naturalismo plasmado con virtuosismo por Agostino no debe entenderse en el sentido moderno como pintura que indaga la realidad con intenciones expresivas y morales, sino como simple curiosidad; estaba considerado un género pictórico menor así como seres inferiores se consideraban los personajes representados, plebeyos o personas curiosas para placer de la corte.
En Bolonia, donde trabajaba el naturalista Ulisse Aldrovandi, muchos pintores y artistas estaban acostumbrados a trabajar en las publicaciones y la realización del material didáctico del Museo Natural por él fundado (el mismo Arrigo fue retratado en la "Monstrorum Historia" de Aldrovandi) lo que les ofrecía la posibilidad de probar y experimentar con la reproducción de la naturaleza.